# 모리시타 히토시 (1972년)
모리시타 히토시(일본어: 森下 仁志, 1972년 9월 21일 ~ )는 일본의 전 축구 선수로 과거 감바 오사카, 콘사돌레 삿포로, 주빌로 이와타에서 미드필더로 활약했다.

## 구단 경력
1995년 J1리그의 감바 오사카에 입단하였다. 2001년까지 151경기에 나서 7득점을 넣었다. 2001년 콘사돌레 삿포로로 이적했다. 2004년부터 2005년까지 주빌로 이와타에서 뛰었다. 2005년후 현역 은퇴.

## 지도자 경력
은퇴 후에는 주빌로 이와타의 코치를 거쳐, 2012년부터 2013년까지 주빌로 이와타에서 감독을 맡았다. 2015년 사간 도스의 감독으로 취임하였다.